# Влад III Цепеш
Влад III, также известный как Влад Це́пеш (рум. Vlad Țepeș, «Колосажатель») и Влад Дра́кула (рум. Vlad Dracula) — господарь Валахии в 1448, 1456—1462 и 1476 годах. Благодаря роману ирландского писателя Брэма Стокера «Дракула» прозвище Влада III вошло в мировую культуру как имя архетипического вампира — графа Дракулы.

## Прозвища

### Прозвище Дракул (Дракула)
Исследователи сходятся в том, что прозвище Дракул (рум. Dracul, то есть «дьявол» или, по ассоциации, «дракон») было унаследовано Владом III от отца, Влада II, который был рыцарем ордена Дракона, созданного в 1408 году королём Венгрии (а впоследствии императором Священной Римской империи) Сигизмундом I Люксембургом и королевой Барбарой по образцу венгерского ордена Святого Георгия. Рыцари ордена носили медальоны и подвески с изображением свернувшегося в кольцо золотого дракона, и Влад II при посвящении в рыцари в 1431 году также получил из рук короля медальон (орден) с драконом. Став господарем Валахии в 1436 году, Влад II поместил изображение дракона на монеты, которые чеканил от своего имени и которыми принудительно заменял прежние деньги, а также на личную печать и свой геральдический щит, что стало причиной появления прозвища, которое затем унаследовал Влад III.
Влад III в молодости, как и его отец, носил прозвище Дракул, однако к 1470-м годам более распространённым стал вариант с буквой а на конце, и сам Влад стал себя так называть.
Существует ненаучное мнение, что Dracula в переводе с румынского языка означает «сын дракона», однако румынские историки отрицают, что a на конце могла придавать слову дополнительное значение по сравнению со словом Dracul.
Исследователь Олег Талмазан указывает на то, что в средневековом русском переводе чешской рыцарской сказки «Повесть о Брунцвике» встречается словосочетание «дракъ змей», то есть дракон. Чешская сказка, приблизительно XIV века, в свою очередь является переработкой немецкого сюжета, а по-немецки дракон — der Drache. Немцы тогда жили в городах Семиградья (Трансильвания), и немецкий язык был употребим в Венгерском королевстве, что позволяет принять версию происхождения прозвища от Ордена Дракона. Следует также обратить внимание, что в латинском тексте послания Штефана Великого в Венецию о смерти Влада передаётся звук «х», как и в немецком языке — «draсhula». Таким образом, можно предположить, что корень «драк» не валашского, а славянского или немецкого происхождения.

### Прозвище Цепеш
Прозвище «Цепеш» происходит от рум. țeapă [ц'äпə], то есть «кол», и буквально означает Колосажатель. Впервые оно встречается в валашских документах только через 30 лет после смерти Влада, 21 января 1506 года: «Влад воевода, которого именуют „Цепеш“». Это был перевод прозвища, полученного князем от турок и звучавшего как Казыклы (тур. Kazıklı — от тур. kazık [казы́к] «кол»).

## Биография

### Детство и юность
Дата рождения Влада III Дракулы точно не установлена. Историки предполагают, что он родился между 1429—1430 и 1436 годами — вероятно, в Шегешваре (ныне Сигишоара). Время рождения Влада высчитывается на основе данных о возрасте его старшего брата Мирчи (известно, что в 1442 году тому было 13-14 лет) и данных о времени первого правления Дракулы, которое пришлось на ноябрь 1448 года, когда Дракула правил без регента, а следовательно, на тот момент был совершеннолетним. По мнению Матея Казаку, когда Влад Дракула впервые захватил валашский престол, ему было уже 18 или 19 лет.
Исследователи согласны в том, что до лета 1436 года Влад III Дракула жил в Шегешваре, в Трансильвании. В Средние века Трансильвания принадлежала Венгерскому королевству, но сейчас дом, в котором жил Дракула вместе с отцом, матерью и старшим братом, расположен на территории Румынии по адресу: Сигишоара, улица Жестянщиков, 5. В доме сохранилась фреска (как утверждается — XV века), изображающая родителей Дракулы. Также утверждается, что отец Дракулы между 1433 и 1436 годами использовал этот дом в качестве монетного двора, где чеканил золотые деньги с изображением дракона, за что и получил прозвище, которое позже унаследовал сын.
Летом 1436 года отец Дракулы занял валашский престол и не позднее осени того же года перевёз семью из Шегешвара в Валахию. В промежутке между августом 1437-го и августом 1439 года у Дракулы появился ещё один брат — Раду. Приблизительно в это же время умерла мать Дракулы, после чего отец женился на женщине по имени Колцуна из Брэилы. Колцуна стала матерью ещё одного брата Дракулы — в дальнейшем он получил известность как Влад Монах.
Весной 1442 года отец Дракулы поссорился с Яношем Хуньяди, являвшимся в то время фактическим правителем Венгрии, в результате чего Янош решил поставить в Валахии другого правителя — Басараба II. Летом 1442 года отец Дракулы Влад II поехал в Османскую империю к султану Мураду II просить помощи, однако был посажен в темницу за измену, где вынужден был остаться на 8 месяцев. В это время в Валахии утвердился Басараб II, а Дракула с остальной семьёй скрывались.
Весной 1443 года отец Дракулы вернулся из Турции вместе с турецкой армией и сместил Басараба II. Янош Хуньяди не стал этому препятствовать, поскольку готовился к крестовому походу против турок. Поход начался 22 июля 1443 года и длился вплоть до января 1444 года.
Весной 1444 года начались переговоры о перемирии между Яношем Хуньяди и султаном. К переговорам присоединился отец Дракулы, в ходе которых Янош согласился, что Валахия может оставаться под турецким влиянием. В то же время султан, желая быть уверенным в преданности «валашского воеводы», настоял на «залоге». Под словом «залог» подразумевалось, что к турецкому двору должны приехать сыновья «воеводы» — то есть Дракула, которому на тот момент было 14—15 лет, и его брат Раду, которому было 5—6 лет.
Переговоры с отцом Дракулы завершились 12 июня 1444 года. Дракула и его брат Раду отправились в Турцию не позднее конца июля 1444 года.

### Жизнь в Османской империи
Многие исследователи отмечают, что Дракула, находясь в Турции в 1444—1448 годах, пережил серьёзное психологическое потрясение, которое наложило отпечаток на его личность. В частности, М. Михай пишет, что Дракула вернулся на родину «законченным пессимистом», однако в различных публикациях причина изменения характера Дракулы и сама жизнь Дракулы того периода представлены по-разному.
Одни авторы пишут, что в Турции Дракуле угрожали смертью. Другие сообщают обратное — что в период пребывания в Турции Дракула не подвергался ни физическому, ни психологическому насилию со стороны турок. Матей Казаку даже утверждает, что принципы организации турецкого государства и общества произвели на Дракулу весьма благоприятное впечатление.

#### Влияние жизни в Османской империи на характер Дракулы
В общей массе литературы, затрагивающей вопрос о Дракуле и турках, существуют два популярных утверждения:
- первое — о том, что в Турции Дракулу пытали или стремились обратить в ислам, и поэтому характер Дракулы изменился;
- второе популярное утверждение касается того, что изменения в характере Дракулы связаны с сексуальными домогательствами наследника турецкого престола Мехмеда II в отношении брата Дракулы[24].

По поводу пыток и склонения к исламу исторические источники ничего не говорят, а об отношениях Мехмеда и Раду рассказывает только один средневековый автор — греческий историк Лаоник Халкокондил — но он относит эти события к началу 1450-х годов, то есть к тому времени, когда характер Дракулы уже претерпел изменения. Таким образом, единственным событием периода 1444—1448 годов, которое могло серьёзно повлиять на Дракулу, оказывается гибель близких Дракулы — отца и старшего брата Мирчи II — в декабре 1447 года. Гибель произошла в результате государственного переворота, совершённого венграми.

#### Политическая ситуация того времени
В июле 1444 года, когда отец Дракулы отвёз сыновей к султану, турки и венгры подписали окончательный вариант договора о перемирии на 10 лет, но уже 4 августа венгры начали готовить новый крестовый поход.
В сентябре отряды Яноша Хуньяди вступили на турецкую территорию. 10 ноября 1444 года состоялась решающая битва между крестоносцами и турками под городом Варной. Победа досталась туркам, а Янош Хуньяди попал в руки к отцу Дракулы и находился у него около месяца, после чего беспрепятственно уехал.
Летом 1445 года отец Дракулы Влад II, желая помириться с Хуньяди, согласился, чтобы валашские воины приняли участие в небольшой военной операции против турок, длившейся с июля по октябрь. Была захвачена крепость Джурджу возле Дуная, но отношения с венграми от этого не улучшились. Кроме того, Влад II запретил обращение на территории Валахии венгерских монет. В ноябре—декабре 1447 года Янош Хуньяди совершил поход в Валахию, чтобы свергнуть Влада II Дракула. Отцу Дракулы по приказу Хуньяди отрубили голову, а старшего брата Дракулы похоронили заживо.
Султан, узнав об этом, начал готовиться к новой войне с венграми. Решающее сражение (Битва на Косовом поле) состоялось в Сербии на Косовом поле 17-19 октября 1448 года. Победа снова досталась туркам, после чего в ноябре 1448 года Дракула с помощью турок стал валашским князем, сменив венгерского ставленника Владислава.

«Султан одарил его (Дракулу) деньгами, конями, одеждами, великолепными шатрами, которые подобает иметь господарю, и как можно скорее отправил в Валашскую землю, чтобы он правил вместо своего отца. <…> Младшего же его брата он оставил при своем дворе».— «Записки янычара» глава XXXIII

### Первое правление
Осенью 1448 года Дракула вместе с турецкими отрядами, одолженными султаном, вошёл в валашскую столицу — Тырговиште. Когда именно это случилось, точно не известно, но есть письмо Дракулы от 31 октября, где он подписывается как «воевода Валахии».
Сразу же по восшествии на трон Дракула начинает расследование событий, связанных с гибелью своего отца и брата. В ходе расследования он узнаёт, что не менее семи бояр, служивших его отцу, поддержали князя Владислава, за что получили различные милости.
Тем временем Янош Хуньяди и Владислав, проигравшие сражение на Косовом поле, прибыли в Трансильванию. 10 ноября 1448 года Янош Хуньяди, находясь в Сигишоаре, объявил, что начинает военную кампанию против Дракулы, назвав его «нелегитимным» правителем. 23 ноября Янош был уже в Брашове, откуда с войском двинулся в Валахию. 4 декабря он вошёл в Тырговиште, но Дракула к тому времени уже уехал.

### Жизнь в Молдавии
У историков нет точных данных, куда направился Дракула после того, как покинул Тырговиште. Известно, что в итоге он оказался в Молдавии, однако появление в этой стране в ноябре 1448 года могло быть для Дракулы опасным, поскольку там находился венгерский военачальник, подчинявшийся Яношу Хуньяди. Этот военачальник поддерживал князя Петра II, женатого на одной из младших сестёр Яноша Хуньяди, но Пётр внезапно умер, а венгры оставались в Молдавии, чтобы не дать ей перейти под польское влияние.
Ситуация изменилась после марта 1449 года, когда на молдавский трон сел князь Алексэндрел, двоюродный брат Дракулы, поддерживаемый не Яношем, а польским королём. Согласно другим данным Алексэндрел начал править уже в ноябре 1448 года, сместив Петра, который умер лишь в 1452 году.
12 октября 1449 года на молдавском троне утвердился князь Богдан II, с чьим сыном — будущим молдавским князем Штефаном Великим — Дракула был дружен, однако положение Дракулы при молдавском дворе стало сложным, поскольку Богдан вступил в переговоры с Яношем Хуньяди.
11 февраля 1450 года Богдан издал грамоту, где отдавал себя в полное подчинение Яношу и обещал быть «другом его друзей и врагом его врагов», однако к высылке Дракулы из Молдавии это не привело.
5 июля 1450 года Богдан подтвердил соглашение с Яношем новой грамотой, где те же условия были изложены более подробно — в том числе условие, что Хуньяди должен оказывать молдавскому князю военную помощь, а в случае необходимости предоставить политическое убежище.
Вопреки договорённости, осенью 1450 года Богдан не получил от Венгрии помощь против поляков. Тем не менее его сын Штефан смог получить убежище на венгерской территории, в Трансильвании, после того как Богдан был убит новым молдавским князем Петром Ароном в октябре 1451 года.
Дракула поехал в Трансильванию вместе со Штефаном, а в феврале 1452 года был изгнан оттуда по приказу Яноша Хуньяди.
В письме к жителям Брашова от 6 февраля 1452 года Янош говорит о своём намерении лишить Дракулу возможности жить не только в Трансильвании, но и в Молдавии. Тем не менее, Дракула вернулся в Молдавию, где в это время снова пришёл к власти его двоюродный брат Алексэндрел.
В феврале 1453 года Янош Хуньяди заключил с Алексэндрелом такое же соглашение, как в своё время с Богданом. Алексэндрел обещал подчиниться Яношу и жениться на его внучке, но договор не был выполнен.
Дракула покинул Молдавию лишь в мае 1455 года, когда князя Алексэндрела сверг Пётр Арон, который несколькими годами ранее (осенью 1451 года) убил Богдана.

### Жизнь в Трансильвании перед приходом к власти
В 1456 году Дракула находился в Трансильвании, где собрал армию добровольцев, чтобы отправиться в Валахию и снова занять престол.
В это время (с февраля 1456 года) в Трансильвании находилась делегация францисканских монахов во главе с Иоанном Капистранским, которые тоже собирали добровольческую армию, чтобы освободить Константинополь, захваченный турками в 1453 году. Францисканцы не брали в поход православных, чем пользовался Дракула, привлекая отвергнутых ополченцев в свои ряды.
Также в 1456 году в городке Джоаджу на юго-западе Трансильвании на Дракулу было совершено покушение. Инициаторами стали Янош Гереб де Вингард, являвшийся дальним родственником Яноша Хуньяди, и Николае де Визакна, состоявший у Хуньяди на службе.
В апреле 1456 года по Венгрии распространился слух, что к южным границам государства подступает турецкая армия во главе с султаном Мехмедом II, которая пойдёт на Белград.
3 июля 1456 года в письме, адресованном трансильванским саксам, Янош Хуньяди сообщил, что назначил Дракулу защитником трансильванских областей.
После этого Янош, уже находившийся в полутора днях пути от Белграда, начал готовиться к прорыву турецкой блокады, кольцо которой сомкнулось 4 июля. К Белграду также последовало ополчение, собранное монахом-францисканцем Иоанном Капистранским, которое изначально должно было идти к Константинополю, а войско Дракулы остановилось на границе Трансильвании с Валахией.
Валашский князь Владислав, опасаясь, что в его отсутствие Дракула может занять престол, не пошёл на защиту Белграда.
22 июля 1456 года турецкая армия отступила от Белградской крепости, а в начале августа армия Дракулы двинулась в Валахию. Получить власть Дракуле помог валашский боярин Мане Удрище, который заранее перешёл на его сторону и уговорил нескольких других бояр из княжеского совета при Владиславе сделать то же самое.
20 августа Владислав был убит, а Дракула стал валашским князем во второй раз. За 9 дней до этого (11 августа) в Белграде Янош Хуньяди умер от чумы.

### Второе правление
Второе правление Дракулы длилось 6 лет и получило широкую известность за пределами Валахии.

#### «Пасхальная» казнь бояр
После прихода к власти во второй раз Дракула продолжил расследование обстоятельств гибели своего отца и старшего брата. По итогам расследования было казнено более 10 бояр. Некоторые источники утверждают, что число казнённых составило от 500 до 20 000 человек, но историки не нашли подтверждений этим сведениям.
Чтобы объявить боярам приговор, Дракула сначала пригласил их на пир. Румынские источники связывают этот пир с праздником Пасхи.
По поводу даты казни у исследователей нет единого мнения. Есть основания утверждать, что казнь совершилась не позднее апреля 1457 года. Румынский историк Н. Стоическу говорит, что казнь «предположительно» состоялась в 1459 году. Историк Матей Казаку называет дату 25 марта 1459 года.

#### Поход в Трансильванию 1457 года
Главной причиной похода Дракулы в Трансильванию стали действия знатных жителей Сибиу. В этом городе покровительствовали старшему брату Дракулы, Владу Монаху, претендовавшему на валашский трон.
В письме от 14 марта 1457 года, отправленном в Сибиу, Дракула высказал недовольство по поводу того, что двум знатным горожанам, поддерживавшим Влада Монаха, были заранее обещаны доходы с двух крупных валашских таможен. Также в письме содержится обвинение в том, что жители Сибиу помогли слугам Яноша Хуньяди организовать на Дракулу покушение, состоявшееся в городе Джоаджу.
В том же письме Дракула говорит, что жители Сибиу подталкивают Влада Монаха к враждебным действиям:

С вами мы заключили добрый и нерушимый мир, но если вы окажетесь мне врагами, то будете враги. Теперь я вполне понимаю, каким образом вы хотели добиться, чтобы валашский священник (то есть Влад Монах), который называет себя сыном воеводы, унаследовал всё то, что по праву моё. И если он ещё что-то против меня предпримет, то лишь потому, что вы ему это днями напролёт советуете.Оригинальный текст (лат.)Vobiscum pacem bonam et inviolabilem fecimus, ita ut inimicis essetis inimici. Nunc plene intelleximus quomodo ipse sacerdos Wolahorum, qui se nominat filium wayvode, in nostram veram hereditatem cum pertinentiis intromisissetis et alia que contra nos fieri possit secum dietenus consiliaretis.— Е. Хурмузаки «Первоисточники по румынской истории», Т. 15, часть 1
Вскоре после отправки письма Дракула выступил в поход на Сибиу, а также на Брашов, поскольку один из организаторов покушения, Николае де Визакна, происходил из Брашова.
Во время похода были разорены следующие селения:
- Кастенхольц — нем. Kastenholz — современный Кашолц близ Сибиу;
- Ноудорф — нем. Neudorf — современный Ноу Ромын близ Сибиу;
- Хольцменген — нем. Holzmengen — современный Хосман близ Сибиу;
- Бренндорф — нем. Brenndorf — современный Бод близ Брашова;
- а также другие селения в Бурценланде — нем. Burzenland — так назывались все земли Брашова в общем[43].

Из земель Брашова валашское войско сразу же двинулось в Молдавию, чтобы помочь взойти на трон другу Дракулы — Штефану, будущему молдавскому князю Штефану Великому.

#### Отношения с Брашовом
Отношения с Брашовом во многом сформировали образ Дракулы в глазах современников. Именно этим отношениям посвящена наибольшая часть немецкого памфлета 1463 года и наибольшая часть поэмы Михаэля Бехайма «О злодее…», написанной на несколько лет позже. Реальной основой для данных литературных произведений послужили события 1456—1462 годов.
Предыстория (период 1448—1456 годов)
В 1448 году, заняв валашский трон в первый раз, Дракула получил приглашение посетить Брашов, но ответил, что приехать не может, поскольку приглашение исходило от Николае де Визакны, подчинявшегося Яношу Хуньяди.
В 1452 году брашовяне по приказу Яноша Хуньяди выдворили из своих земель Дракулу, приехавшего туда вместе со Штефаном из Молдавии.
В 1456 году Янош Хуньяди отправил письмо во все саксонские города Трансильвании, в том числе в Брашов. В письме говорилось, что саксонцы должны принять Дракулу, которому поручено защищать их от возможного нападения турок, а воины саксонцев должны идти к Яношу на защиту Белграда.
Период 1456—1460 годов
Придя к власти летом 1456 года, Дракула продолжил выстраивать отношения с саксонцами. В начале сентября 1456 года в Тырговиште приехали 4 представителя от Брашова. Они выступили официальными свидетелями того, как Дракула 6 сентября принёс вассальную клятву венгерскому королю Ласло Постуму.
В тексте вассальной клятвы были особо оговорены отношения с брашовянами:
1. Дракула получил право приходить на территорию Венгрии и к брашовянам в поисках политического убежища, а также «ради изгнания врагов»;
2. Дракула обязался «стоять в обороне против турок» и других «вражеских сил», но при возникновении серьёзных трудностей ожидал, что Венгрия и брашовяне будут оказывать ему помощь;
3. Брашовские купцы получили право свободно приезжать в Валахию, но должны были платить пошлину[41].

В это же время в Тырговиште приехал турецкий посланец, из-за чего Дракула оказался вынужден давать брашовянам объяснение по поводу целей, которые преследует в переговорах с турками. Объяснения были даны в письме от 10 сентября 1456 года.
17 декабря 1456 года Ласло Хуньяди, старший сын Яноша Хуньяди, отправил брашовянам письмо, где обвинил Дракулу в неверности венгерской короне и в нарушении неких обещаний, данных ещё до прихода к власти. Также Ласло повелел брашовянам поддержать претендента на валашский престол Дана и порвать отношения с Дракулой, но брашовяне выполнили лишь первую часть приказа, так как в марте 1457 года Ласло Хуньяди был казнён венгерским королём Ласло Постумом.
В марте 1457 года Дракулой были разорены окрестности Брашова, когда он шёл из земель Сибиу в Молдавию, желая помочь своему другу Штефану занять молдавский престол.
К 1458 году отношения Дракулы с Брашовом наладились. 18 мая Дракула отправил брашовянам письмо с просьбой прислать мастеров и сказал, что деньги за труд прежним мастерам «полностью и честно выплатил, а также разрешил (всем) мирно и свободно вернуться». В ответ на письмо администрация Брашова отправила к Дракуле ещё 56 человек.
К данному периоду историки также относят недатированное письмо, где Дракула сообщает городской администрации Брашова, что «в знак уважения» дарит им нескольких волов и коров.
Весной 1459 года отношения снова стали напряжёнными. 2 апреля претендент Дан, который по-прежнему укрывался в Брашове, отметил в письме, что брашовяне «жаловались» ему на Дракулу. Дан пишет, что брашовских купцов, «мирно» приехавших в Валахию, Дракула ограбил и «убил, посадив на колья». Тогда Дан, считая, что скоро станет валашским князем, разрешил брашовянам в качестве компенсации за понесённый ими ущерб конфисковать товар валашских купцов, хранящийся в Брашове. Также в письме говорится, что Дракула сжёг или посадил на кол 300 брашовских юношей, изучавших язык в Валахии.
В апреле 1460 года состоялась битва между войсками Дракулы и Дана. Дан проиграл, попал в плен, а затем был казнён. К 22 апреля весть об этом дошла до венгерского королевского двора. Сохранился рассказ некоего Блазиуса (Блеза, Блажея), жившего при дворе. В письме сообщается, что людей Дана, уже убитых в бою, Дракула велел посадить на кол. Также Дракула приказал посадить на кол и всех женщин, которые следовали за войском Дана и оказались пойманы (по мнению исследователей, это были проститутки, обслуживавшие войско Дана). Грудных младенцев при этом привязали к посаженным на кол матерям. Семи выжившим воинам Дана Дракула позволил уйти вместе с оружием, взяв с них клятву больше не воевать с ним.
28 апреля 1460 года Янош Гереб де Вингарт, в 1456 году устроивший неудачное покушение на Дракулу, отправил письмо брашовянам, убеждая их, что Дракула заключил союз с турками и скоро вместе с турецкой армией придёт грабить трансильванские земли. Обвинения Яноша Гереба не подтвердились.
26 мая 1460 года Николае де Визакна, тоже участвовавший в организации покушения на Дракулу, отправил письмо брашовянам, предлагая им продолжать арестовывать валашских купцов.
В июне 1460 года Дракула отправил в Брашов своего «особого советника» по имени Войко Добрица, чтобы окончательно решить вопрос о выдаче перебежчиков, укрывавшихся в городе. В письме от 4 июня Дракула обещал, что после того, как брашовяне выдадут перебежчиков, начнутся переговоры о мире.
В июле 1460 года Дракула вернул себе контроль над Фэгэрашем, до этого «занятом» сторонниками Дана III. В немецком памфлете 1463 года говорится, что в ходе операции по возвращению Фэгэраша производились массовые расправы над мирным населением (Дракула «женщин, мужчин и детей велел посадить на кол»). Однако в письме в Брашов, написанном незадолго до похода, Дракула сам высказывает опасения, что брашовские воины могут «причинять зло» в Фэгэраше. Также сохранилось письмо Дракулы, написанное вскоре после похода, где Дракула требует вернуть свиней, конфискованных брашовянами у одного из жителей Фэгэраша.
Осенью 1460 года в Бухаресте побывало брашовское посольство, которое возглавлял мэр города Брашова. Стороны договорились, что все валашские и брашовские пленные получат свободу. Также были обговорены условия мира, состоявшие из трёх параграфов и ещё трёх статей. Эти условия касались не только брашовян — Дракула заключил договор со всеми саксонцами Трансильвании, а также с секеями.
Параграфы:
1. Дракула подтвердил себе право приходить в Трансильванию, чтобы разыскивать своих врагов, а жители Трансильвании, если сами обнаружат врагов Дракулы, обязались передавать их ему;
2. Дракула заключил военный союз с саксонцами и секеями, чтобы защищать Венгерское королевство от нападения турок и от молдавского господаря. Саксонцы и секеи обещали предоставлять Дракуле 4 000 вооружённых воинов, если он попросит;
3. Дракула обещал, что не пропустит через свои земли никого, кто хотел бы напасть на Трансильванию.

Дополнительные статьи:
1. Дракула желал получить письменное подтверждение, что условия мира будут выполнены;
2. Дракула желал особых подтверждений о военной помощи;
3. Дракула желал, чтобы брашовяне возместили ему материальный ущерб, который нанесли с июля 1460 года, когда уже действовало перемирие.

#### Церковная политика
Дракула в период своего второго правления проводил политику по укреплению православной церкви, оказывая церковной организации материальную помощь.
Благотворительность в Валахии
Дракула в период своего второго правления поддерживал валашские православные монастыри, основал новый монастырь и построил новый храм.
В начале своего правления в 1456 или 1457 году Дракула пожертвовал монастырю Говора деньги на отливку большого церковного колокола, весившего около 250 кг. Колокол до сих пор хранится в данном монастыре.
В 1457 году Дракула закрепил за монастырём Козия село Троэнеши, ранее купленное настоятелем у одного из бояр, и освободил это село от всех повинностей и податей.
В 1458 году Дракула закрепил за монастырём Тисмана все земли, ранее подаренные другими князьями и боярами. Сохранилась грамота Дракулы, где упоминается об этом.
Также Дракула делал пожертвования в Снагов. В документе XVI века упоминается, что «Влад воевода Цепеш» был записан в монастырской книге среди других дарителей. Валашские летописи называют Дракулу основателем этого монастыря, однако монастырь упоминается ещё в грамотах деда Дракулы, князя Мирчи Старого.
В 1460—1461 годах Дракулой был основан монастырь Комана недалеко от Джурджу. Существует легенда, согласно которой Дракула основал Коману, желая отблагодарить местных монахов-отшельников, которые спасли его от смерти.
В 1461 году было завершено строительство храма в городке Тыргшор. Сохранилась каменная плита с надписью, изначально вмурованная над входом в храм. Надпись гласит: «Милостью Божьей Влад, воевода и господин всей земли Угровлахийской, сын великого Влада воеводы, построил и завершил сей храм июня 24, в лето 6969 (1461), индикт 9».
Благотворительность в Греции
Дракула в период второго правления также жертвовал деньги монастырям на Афоне в Греции. В 1457 году — монастырю Св. Пантелеймона. В 1460 или 1461 году пожертвование получил монастырь Филофей.
Отношения с валашским митрополитом
В указанный период валашскую церковную организацию возглавлял митрополит Макарий, отличавшийся антитурецкими взглядами. Макарий поддержал Дракулу в войне с турками, в результате чего лишился должности после прихода к власти Раду Красивого. В грамоте Раду Красивого, изданной 28 октября 1464 года, румынским митрополитом назван некий Иосиф.

#### Войны с Османской империей
Взойдя на трон в 1456 году, Дракула сначала обязался платить туркам дань в размере 10 000 дукатов, но затем отказался от выплат и принял предложение венгерского короля участвовать в крестовом походе.
Историк Н. Стоическу считал, что Дракула отказался платить дань туркам в 1459 году и сделал это под влиянием венгров, поскольку в 1458 году присягнул на верность королю Матьяшу. Историк М.Казаку считает, что Дракула порвал с турками в 1458 и что причиной разрыва послужил турецкий набег на западную окраину валашских земель, однако Р. Флореску и Р.Макнелли утверждали, что набег случился в начале 1460-х годов, и что нападению подверглась восточная окраина, в том числе Брэила.
1-й задунайский поход
Узнав о набеге, Дракула собрал армию и погнался за турками, чтобы отбить своих подданных, угнанных в плен. Дракула переправился через Дунай на турецкую сторону и вступил битву, что стало его первым военным столкновением с Османской империей.
Об этом рассказывает итальянский путешественник Ангиолелло, утверждая, что было угнано в плен 10 000 христиан. Анонимная итальянская хроника «La progenia della cassa de’Octomani» («Потомки дома Оттоманского») называет число 5 000:

Великий Господин (султан Мехмед) прежде, чем покинуть Адрианополь ради похода в Морею, отправил Магомета-пашу (Махмуда-пашу), своего главного сановника с 30 000 турок к переправе через Дунай для охраны той переправы. <…> Магомет-паша (Махмуд-паша), находясь в той местности возле переправы <…>, решил пройти в Венгрию и войти в пределы Валахии, тогда имевшей долг (по выплате дани). Ещё до наступления следующего дня он достиг крепости и захватил её, и предал огню, и увёл в плен 5 000 христианских жителей. <…> К той армии Божьим провидением был направлен Дракула с примерно 5 000 венгров и валахов. Увидев, что захвачено столько пленных, он преследовал врагов и настиг на рассвете нового дня и с ними тех (уведённых). Из 18 000 турок, которые в результате могли быть утопленными или порубленными, не избежали этой участи 8 000, и были возвращены все жители (уведённые христиане), находившиеся там. Магомет-паша (Махмуд-паша), подозревая, что силы венгерские могут оказаться более многочисленными, обратился в бегство.Оригинальный текст (итал.) In questo tempo, prima se partise el Gran-Signor de Andrenopoli, per esser in la Morea, mando Macometo-Bassa, el suo primo homo, con 30m. Turchi al passo del Danubio, per quardia de quel passo. <…> Macometo-Bassa, trovandose in quel luogo del passo <…>, delibero de pasar nel Ongaria e intro nei comfini dela Valachia, alora debita. Havanti jornno se trovo a un castello et quello prese e sachizo e portavase de Christiani 5m. anime. <…> Da quella banda promese Dio se trovo Dracula con circa 5m. Ongari e Velachi. Esemdo havixato de tal preda, seguicto nemici et trovose al'alba del zorno (var.: jornno) con queli, in modo de 18m. Turchi tra negadi e taiadi non ne scanpo 8m., e fo recuperato tute le anime presse. Macometo-Bassa, dubitando le forze de'Ongari foxero de maczor numero, se mexe in fuga.— хроника «La progenia della cassa de’Octomani» («Потомки дома Оттоманского»)
Хроника относит турецкий набег к 1458 году, но в хронике сбилась хронология. В частности, там сказано, что поход султана Мехмеда в Валахию состоялся 1459 году, а не в 1462.
Датировка события также затрудняется тем фактом, что в тексте упоминается Морея, а султан Мехмед совершал походы в Морею дважды: в 1458 и 1460 годах. Современники тех событий (историк Критобул и Константин из Островицы) пишут, что в 1458 году Махмуд-паша участвовал в походе в Морею вместе с султаном, и, следовательно, не мог охранять переправу на Дунае, но историк Т.Ставридес подвергает сомнению эту информацию, поскольку в 1458 году Махмуд-паша воевал в Сербии.
2-й задунайский поход
О втором походе за Дунай в турецкие земли рассказывается в письме Дракулы к венгерскому королю Матьяшу от 11 февраля 1462 года. Согласно этому документу, зимой 1461—1462 годов армия Дракулы снова переправилась через Дунай на турецкую территорию и осадила 17 турецких крепостей, большинство из которых были сожжены, а окрестное османское население убито, чтобы некому было восстановить сожжённые крепости.
Поход имел целью затруднить переправу через Дунай для турецкой армии. Дракула ожидал прихода этой армии уже весной 1462 года, сообщал королю о своей готовности продолжать войну при любых обстоятельствах и просил прислать подкрепление как можно скорее.
К письму был приложен отчёт о турецких потерях:

Прежде всего, в селениях, именуемых Облучица и Новосело, уничтожены 1250 и так далее. Также в Дуросторе, в Картале и Добрудже 6840. Также в Хыршове уничтожены 343. В Вектреме уничтожены 840. В Туртукае уничтожены 630. Также крепости той самой (области), которые мы (сейчас) назовём, были захвачены, только одна одинокая башня осталась. Также в Маротине уничтожены 210, в Джурджу и в обеих (указанных) областях уничтожены 6414, и притом крепость во второй дунайской области (то есть Джурджу), ранее захваченная (турками), была завоёвана и возвращена. Начальник крепости, которого называют «субаши», убит. И там же пленён Ханика-бег. И сын никополского «субаши», Фирне-бег, также был пленён и мы (его) обезглавили. И с ним же погибли все турки из Никопола, которые являлись лучшими (то есть командирами). Также в Пиргоше, Видине и Новограде уничтожены 384. В Свиштове и в обеих крепостях, к нему относящихся, уничтожены 410. Также переправа Никопола полностью сожжена и разрушена. Также в Самовите и Гигене уничтожены 1318. В крепости Оряхово уничтожены 1560.Оригинальный текст (лат.)Primo in Oblisica et in Novazok locis sic vocatis interempti sunt MCCL ect.; item in Drekchtar et in Cartari et in Dridopotrom VImVIIIcXL; item in Orzoma interempti sunt CCCXLIII; in Vektrem interempti sunt VIIIcXL; in Turkama sunt interempti VIcXXX; item castra eiusdem circumferemus acceperunt, una sola turris remansit; item in Maroten interempti sunt CCX, in Gregio ab ambabus partibus interempti sunt VImCCCCXIV, castrumque ex altera parte Danubii habitum, expugnatum est et receptum. Dominus castri videlicet zabas occisus est; et Hanika beg ibidem apprehensus est, et zabas de Nicopol filius Phirne beg etiam apprehensus est et decollavimus; quoquod etiam Turci de pertinentiis Nicopol fuerunt potiores omnes, cum eodem interierunt. Item in Pirgos et Batin et in Nongrad interempti sunt CCCLXXXIV, in Finston et in duobus oppidis eiusdem pertinentibus interempti sunt CCCCX; item vadus de Nicopol combustus est omnino et destructus; item [in] Zomonid et in Gingne inter[empti] sunt MCCCXVIII; in oppido Oratoua interempti sunt MCCCCCLX.— Иоан Богдан «Влад Цепеш»
Дракула называет точное число убитых — 23 884, однако если сложить все названные им числа, из которых должна складываться эта сумма, то получается 20 099. Это свидетельствует о том, что Дракула пересчитывал убитых не так тщательно, как сам утверждал.
Константин из Островицы, также рассказывая об этих событиях в своей книге, отмечает, что поход стал возможен, поскольку зима 1461—1462 годов выдалась очень суровой, и Дунай покрылся толстым льдом, а такое случалось не каждый год. Если бы Дунай не замёрз, переправиться зимой через реку оказалось бы крайне сложно.
Летняя кампания 1462 года
В результате «Ночной атаки» 17 июня 1462 года, во главе всего 7000 воинов, Дракула заставил отступить вторгнувшуюся в княжество 100—120-тысячную османскую армию султана Мехмеда II, перебив до 15 000 турок. В войне с турецкой армией применял «тактику выжженной земли». Чтобы нагнать страха на турецких солдат, всех взятых в плен турок, по его приказу, казнили сажанием на кол — той самой казнью, которая была «популярна» в Турции того времени. Мехмед II c турецкой армией вынужден был уйти из Валахии.
Анонимная итальянская хроника «La progenia della cassa de’Octomani» («Потомки дома Оттоманского») рассказывает об этой военной кампании, но ошибочно относит события к 1459 году:

Вернувшись в Адрианополь, Великий Турок объявил карательный поход против Дракулы, тогдашнего государя Валахии, велел собрать свою армию и пошёл в страну упомянутого Дракулы. Упомянутый Турок укрепился посреди страны влахов и остановился там лагерем, а Дракула по горам каждую ночь смело приходил туда к своим врагам, причиняя ущерб и выкрикивая поношения лагерю Турка. И пребывала упомянутая армия в этой стране около двух месяцев, голодая в лагере и страдая от болезней, и Великий Господин, отчаявшись, решил уйти, а Дракула вначале, ещё до прихода армии Турка, устроил с помощью своих подчинённых так, чтобы все жители его страны, не способные сражаться, скрывались в тылу (вар.: скрывались в лесу) в секретном месте. И один его (Дракулы) брат, тот был с ним, а до этого находился в Порте у Великого Турка. Упомянутый брат сбежал (от Дракулы) и пришёл к упомянутому Турку, и договорился с ним, что получит государство (Валашское), а сам обещал быть данником и верным слугой. Упомянутый господин Турок, видя его, охотно принял его клятву и обещал ему поддержать его притязания (на трон), и тотчас упомянутый брат Дракулы устроил так, чтобы все жители, скрывавшиеся в тылу, оказались во власти этого Турка. Согласно договору, люди валашские и их дети, братья и жёны находились во власти Великого Турка. Они оказались вынуждены признать своим государем брата Дракулы и взбунтоваться против Дракулы, и в таком случае жители были освобождены (турками). Государь Дракула бежал в Венгрию, а брат Дракулы остался государем в год 1459-й. Оригинальный текст (итал.)Ritornando el Gran-Turco in Andrenopoli, delibero la vendeta contra Dracula, signor a quel tempo dela Valachia; hordino lo suo exercito et venne del paisse de dito Dracula. Reduto dito Turco con lo suo exercito in mezo el paese del Velacho e stando li acampado e Dracula ale montagnie ogni note animosamente vixitava li soi inimici, con dano e vituperio al campo del Turco; esendo dimorato dito exercito in queste parte circa doi mexi, afamoxe el campo et ymtro (var.: intro) el morbo et, volendo el Gran-Signore partirse come desperato, Dracula, nel principio, prima venise lo exercito del Turco, havea per sua segurta inboscado tute le anime desutele del suo paise a loco secreto; e da uno suo fratello, quale era con lui, che per avamti era sta ala Porta del Gran-Turco, dito fratello fugite e ando al dito Turco e contrato con lui de haver la signoria, prometendoli eser suo trabutario e suo fidelle. Dito signor Turco el vede, volentiera azepto la sua promessa et promese a lui mantener la sua rechiesta, e subito dito fratello de Dracula dete el modo, tute le anime inboscade foronno in potere de eso Turco. Inteso la gemte del Velacho, i soi fioli, fratelli e moier eranno in potere del Gran-Turco, foronno cometenti azeptar per lor signore el fradello de Dracula e se rebalaro a Dracula, e da questo modo le anime foronno liberate; el signor Dracula se fugite in Ongaria e'l fratello de Dracula se resto signor l'ano 1459. — хроника «La progenia della cassa de’Octomani» («Потомки дома Оттоманского»)
Дракула был вынужден бежать в Венгрию не только из-за неблагоприятно сложившихся обстоятельств внутри страны, но и из-за того, что король Матьяш не прислал ему обещанного подкрепления.
В Венгрии Дракула был заключён под стражу по ложному обвинению в сотрудничестве с турками и просидел в тюрьме 12 лет.

### Последние годы жизни и гибель
В 1475 году Влад III Дракула был освобождён из венгерской тюрьмы и снова начал участвовать в походах против турок. В ноябре 1475 года он в составе венгерской армии (как один из военачальников короля Матьяша, «королевский капитан») отправился в Сербию, где с января по февраль 1476 года участвовал в осаде турецкой крепости Шабац.
В феврале 1476 года он принял участие в войне против турок в Боснии, а летом 1476 года вместе с другим «королевским капитаном» Штефаном Батори помог оборониться от турок молдавскому господарю Штефану Великому.
В ноябре 1476 года Влад Дракула при помощи Штефана Батори и Штефана Великого сверг протурецки настроенного валашского господаря Лайоту Басараба. 8 ноября 1476 года было взято Тырговиште. 16 ноября взят Бухарест. 26 ноября общее собрание знатных людей Валахии избрало Дракулу своим господарем.
Затем войска Штефана Батори и Штефана Великого ушли из Валахии, а с Владом Дракулой остались только те воины, которые подчинялись непосредственно ему (около 4 000 человек). Вскоре после этого Влад был убит по инициативе Лайоты Басараба, однако в рассказах о способе убийства и непосредственных исполнителях источники расходятся.
Средневековые хронисты Якоб Унрест и Ян Длугош считают, что он был убит своим слугой, подкупленным турками. Автор «Сказания о Дракуле воеводе» Фёдор Курицын считает, что Влад Дракула был убит во время битвы с турками группой людей, которые якобы приняли его за турка.
Также сохранилось свидетельство молдавского господаря Штефана, помогавшего Владу занять валашский престол:

И я незамедлительно собрал воинов, а когда они пришли, то я объединился с одним из королевских капитанов, и, объединившись, мы привели упомянутого Драхулу к власти. И тот, когда пришёл к власти, попросил нас оставить ему наших людей в качестве стражи, потому что он не слишком доверял влахам, и я оставил ему 200 своих людей. И когда я это сделал, мы (с королевским капитаном) удалились. И почти сразу вернулся тот предатель Басараб и, настигнув Драхулу, оставшегося без нас, убил его, и также оказались убиты все мои люди за исключением десяти.Оригинальный текст (итал.)Et cusi ho fato subitamente et son andado, io de l'una banda et el capetan del Re da l'altra ; et havemo se unido et metessemo in signoria el dicto Drachula. El qual fatto, questo me domanda che i lasessamo i nostri homeni per soa custodia, perche de Valachi non se confidava tropo; et io li lasai homeni 200 de la mia porta. Et fato questo, se partissimo. Et immediate torno quel infidel Basaraba et trove lo solo et amazo lo; et cum lui furono morti tuti li mei, excepto diexe.— Иоан Богдан «Документация Штефана Великого», том 2 

## Образ исторического Дракулы в литературе

### Средние века и эпоха Возрождения
В 1463 году в Вене был издан памфлет в прозе, который после этого переиздавался ещё 14 раз под разными названиями. Текст памфлета от издания к изданию изменялся, но основной сюжет оставался неизменным. Исследователи разделили текст памфлета 1463 года на 36 эпизодов, большинство из которых касается «деяний» Дракулы в Трансильвании.
В конце 1460-х годов появилась поэма мейстерзингера Михаэля Бехайма «О злодее…», основанная на этом памфлете. С исторической точки зрения, повод сомневаться в верности информации, представленной в указанном документе, крайне велик.

О самом лютом из владык,

кто подданных своих привык

тиранить повсеместно,

с тех пор как мир был сотворен,

о злейшем звере всех времен,

насколько мне известно,

поведаю стихами,

как Дракул, злобствуя, владел

Валахией и свой удел

упрочить мнил грехами.
— Михаэль Бехайм «О злодее, который звался Дракул и был воеводой Валахии» 
В середине 1480-х годов появилось «Сказание о Дракуле воеводе», автором которого считается дьяк русского посольского приказа Фёдор Курицын, в это время находившийся при дворе короля Матьяша с официальным визитом. Известно около 20 списков этой повести, сделанных в период от XV до XVII века.
По мнению исследователей «Сказание» является оригинальным произведением, поскольку содержит много эпизодов и сведений, которых нет в памфлете 1463 года. Оценка некоторых событий, данная в повести, также отличается от трактовки, которую предлагают памфлет и поэма.
Притча о двух монахах в произведении Курицына находится в русле древнерусских учений о роли государя в коллективном спасении в Ромейском царстве, идейно и сюжетно резко отличается от притчи о двух монахах в немецких «летучих листках».
Некоторые события очевидно вымышлены, скажем, сражение между Владом и Матвеем Корвиным, которого в реальности не было.
Основные различия в сюжете «Сказания» и поэмы Бехайма:
1. В поэме сказано, что Дракула прибил головные уборы к головам послов из Италии («из юго-западной земли»). В «Сказании» указано, что это были не итальянцы, а послы из Турции.
2. В поэме автор отрицательно оценивает разорительный поход Дракулы в турецкие земли, а в «Сказании» этот поход оценён положительно.
3. Наибольшая часть эпизодов поэмы посвящена «жестокостям» Дракулы в Трансильвании, а в «Сказании» именно эти эпизоды в большинстве своём отсутствуют.
4. В «Сказании» нет знаменитой истории о том, как Дракула пригласил бояр на пир и спрашивал их, скольких князей они помнят.
5. В «Сказании» нет истории о любовнице, которой Дракула вспорол живот.
6. В свою очередь в поэме нет истории о том, как Дракула испытывал купца на честность, подложив тому в кошелёк один лишний золотой. В «Сказании» эта история приводится как пример, показывающий мудрость Дракулы. Дракула знает, что купец в отличие от любого другого человека всегда пересчитывает деньги, поэтому если купец утаит лишнюю монету, то сделает это осознанно, а не по незнанию.
7. В поэме отсутствует история о золотой чаше, поставленной у колодца для общего пользования. В «Сказании» эта история приводится как доказательство того, что в землях Дракулы все подданные были законопослушны — никто не украл чашу.
8. В поэме история о том, как Дракула беседовал с венгерским послом, рассказана менее подробно, чем в «Сказании». В «Сказании» приведено больше деталей, и поведение Дракулы оценивается положительно.
9. В поэме повествование оканчивается арестом Дракулы. «Сказание» рассказывает о том, как вёл себя Дракула в венгерской тюрьме, а также о его освобождении, женитьбе на «сестре» короля Матьяша, последнем правлении и гибели.

### Дракула Брэма Стокера
В 1897 году вышел готический роман ужасов «Дракула», написанный ирландским писателем Брэмом Стокером. Первое русское издание книги Стокера под названием «Вампир (Граф Дракула)» вышло в Петербурге в 1913 году. Действие романа разворачивается в современную Стокеру викторианскую эпоху, и его граф Дракула — наделённый сверхъестественными силами вампир из Трансильвании. Герои посещают графа в его древнем замке, и как сам граф Дракула, рассуждая о своих предках, так и охотник на вампиров профессор Абрахам Ван Хельсинг связывают это имя со средневековыми воеводами, воевавшими против турок за Дунаем. Графа-вампира убивают, проткнув его сердце осиновым колом. Само имя «Дракула» и некоторые небольшие детали Стокер заимствовал из книги британского дипломата Уильяма Уилкинсона «Описание княжеств Валахии и Молдавии» (An Account of the Principalities of Wallachia and Moldavia, 1820), где упоминались походы Влада II Дракула и сына Влада III Цепеша против турок. В заметках писателя сохранилась выписанная из труда Уилкинсона фраза «„Дракула“ по-валашски означает „дьявол“».
Идею о том, что прообразом стокеровского графа Дракулы был именно Влад III Цепеш, популяризовала в 1972 году книга-бестселлер Раймонда Макнелли и Раду Флореску «В поисках Дракулы» (In Search of Dracula, 1972), как и последующие публикации этих авторов, посвящённые творчеству Стокера. Макнелли и Флореску не были первыми, кто предполагал эту возможную связь — о Цепеше рассуждал Бейсил Кёртли в книге «Дракула, монастырские хроники и славянский фольклор» (Dracula, The Monastic Chronicles and Slavic Folklore, 1958). «Биография Стокера, создателя Дракулы» (A Biography of Bram Stoker Creator of Dracula, 1962) Гарри Ладлэма заявляла, что Стокер был знаком с описаниями жестокостей Влада Цепеша из средневековых рукописей, одна из которых называла Цепеша «вампиром», и что Стокер получил информацию о Цепеше от венгерского учёного и путешественника Арминия Вамбери, с которым встречался в Лондоне в 1890 году. В самом романе Стокера персонаж Ван Хельсинг ссылается на своего «друга Арминия из Будапештского университета» как источник информации о прошлом графа Дракулы. Литературовед Элизабет Миллер отмечала, однако, что из сохранившихся записей или писем Стокера не следует, что сам писатель разговаривал с Вамбери на эти темы или пользовался при написании романа какими-либо источниками об исторических Дракулах — Владе II и Владе III — кроме книги Уилкинсона.

### Наши дни
В 2023 году международная группа ученых из Италии и Румынии исследовала генетический материал сохранившийся на трех письмах Влада Цепеша, на которых было обнаружено более 500 пептидов, 100 из которых имели человеческое происхождение, проанализировав которые исследователи пришли к выводу, что он страдал от редкого наследственного заболевания гемолакрии, то есть плакал кровавыми слезами.

## Образ исторического Дракулы в живописи
Наиболее ранние портреты Дракулы чаще всего преследовали цель, близкую к целям современной карикатуры. В 1462—1465 годах в словенском городе под названием Веленье появилось изображение Дракулы в виде Понтия Пилата, готовящегося судить Христа. Сейчас изображение находится в словенской Национальной галерее в Любляне.
В 1470—1480-х годах в монастыре Лилиенфельд в Штирии появилось изображение, где Дракула выступает как мучитель апостола Андрея Первозванного. Сейчас находится в коллекции Галереи Бельведер в Вене.
Остальные средневековые портреты Дракулы — это рисунки с обложек различных изданий памфлета 1463 года.
В музее замка Амбрас (Инсбрук, Австрия) хранится портрет Дракулы конца XVI века, являющийся копией более раннего изображения, которое не сохранилось. В Музее истории искусств в Вене находится портрет-миниатюра, также нарисованный в конце XVI века. Миниатюра имеет в основе то же более раннее изображение.
Несохранившийся портрет предположительно был создан при жизни Дракулы, причём с натуры. Датирован началом 1470-х годов, когда Дракула содержался в крепости в венгерском городе Вышеграде.
В коллекции музея Эстерхази хранится портрет Дракулы, выполненный в начале XVIII века. Это единственный портрет, где Дракула изображён в полный рост и стоя.
В XIX веке румынский живописец Теодор Аман создал серию картин, изображающих эпизоды из биографии Влада Цепеша («Бояре, застигнутые на пиру посланцами Влада Цепеша», «Влад Цепеш и турецкие послы», «Ночная атака»).
В начале 2010-х годов в Румынии художник Раду Олтян (Radu Oltean) создал серию рисунков, посвящённых Владу Цепешу.
- Христос перед Пилатом (1460-е), Нац. галерея, Любляна
- Мученичество апостола Андрея. (1470-1480-е), Галерея Бельведер, Вена (Австрия)
- Портрет Дракулы, XVI век, замок Амбрас, Инсбрук (Австрия)
- Портрет-миниатюра Дракулы, XVI век, Музей истории искусств, Вена
- Портрет Дракулы из галереи Эстерхази (фрагмент), XVIII век
- Теодор Аман Влад Цепеш и турецкие послы (1861-1864)

## Образ исторического Дракулы в кино
Согласно данным Книги рекордов Гиннесса, в мире было снято 272 фильма о Дракуле, из которых 155 являются полнометражными, однако большинство этих фильмов имеют отсылку только к персонажу Брэма Стокера, но не к историческому Владу Цепешу. Фильмов о Владе Цепеше насчитывается около 10.

### Фильмы не о вампирах
Большинство исторических фильмов о господаре Валахии сняты в социалистической Румынии в эпоху Чаушеску.
- 1973 — «Стрела капитана Иона» по сценарию румынского писателя Александру Митру[85]. Главный герой — вымышленный капитан Ион — служит у Влада Цепеша и противостоит боярам, замыслившим измену. Знаковым предметом в фильме является золотая чаша у ручья, которую никто не осмеливается украсть, а затем она оказывается в руках одного из предателей. Сам Цепеш появляется в финальных сценах, когда боярский заговор оказывается раскрыт.
- 1979 — исторический фильм «Господарь Влад» (Румыния)[86]. В главной роли Штефан Силяну. В основу сценария положена монография румынского историка Николае Стоическу «Влад Цепеш». Лента рассказывает о втором правлении Влада Валахией (1456—1462). Сюжет историчен за исключением некоторых деталей:
  - в фильме во время ночной атаки на турецкий лагерь Влад убил взрослого сына султана Мехмеда, но в реальности у султана ещё не было взрослых сыновей;
  - в фильме Влад был арестован людьми короля Матьяша в родовом замке семьи Хуньяди в Хунедоаре, однако в монографии Стоическу названо другое место — рядом с крепостью Оратия (Oratia), расположенной в 50 км к юго-западу от Брашова[8].
- 1989 — «Мирча. Благородное наследие» (Румыния)[87]. В центре сюжета — отношения мальчика Влада (будущего Влада Цепеша) со своим дедом, государем Мирчей Старым. События фильма вымышлены, поскольку в реальности дед и внук никогда не встречались. Мирча Старый умер в начале 1418 года, а Влад родился более 10 лет спустя.
- 2022 — 2 сезон сериала «Восход Османской империи» от компании Netflix. Война между Владом Цепешем и султаном Мехмедом II.

### Фильмы о вампирах
Книга Макнелли и Флореску «В поисках Дракулы» (1972), провозглашавшая Влада Цепеша прообразом графа Дракулы, повлияла на традицию изображения стокеровского вампира в кинематографе. В основанном на книге документальном фильме «В поисках Дракулы» (1975) роль Влада III сыграл Кристофер Ли, известный многочисленными ролями графа Дракулы. Британский телефизионный фильм режиссёра Дэна Кёртиса «Дракула Брэма Стокера» (1974), сценарий к которому написал Ричард Мэтисон, и более поздний американский фильм Фрэнсиса Форда Копполы «Дракула» (1992) оба изображали стокеровского графа-вампира как восставшего из мёртвых Влада Цепеша, который разыскивает в мире живых новое воплощение своей утраченной любви.

## Образ исторического Дракулы в музыке
- 1974 — опера «Влад Цепеш» румынского композитора Георге Думитреску. Премьера состоялась в 1975 году[89].
- 1998 — шведская блэк-метал группа «Marduk» выпустила концептуальный альбом «Nightwing» о жизни Влада Цепеша; песни о нём также присутствуют и на других альбомах группы.
- 2006 — мюзикл «Дракула: Между любовью и смертью» («Dracula, entre l’amour et la mort») поставлен в Квебеке (Канада). Режиссировал постановку и исполнял главную роль Брюно Пельтье. По сюжету в 1477 году «князь Влад Цепеш», правивший в Валахии, взял в жёны «дочь» венгерского короля, звавшуюся Элемина. В реальности Влад женился в 1475 году на двоюродной сестре короля, Илоне Силадьи, а в 1477 году был уже убит.
- 2014 — вышел альбом «Приди, Цепеш!» («Vino, Ţepeş!») румынской рок-группы «Феникс» («Phoenix»)[90].
- 2023 — Группа Арктида выпустила студийный альбом Музыка ветра, земли и огня, в который помимо прочих вошла песня Валашский князь.

## Образ исторического Дракулы в портретной скульптуре
В Румынии установлен не один памятник историческому Дракуле, то есть Владу Цепешу. В Тырговиште их установлено три — два на главной аллее парка Киндия, и один — на пересечении улицы Александру Иоан Куза (Strada Alexandru Ioan Cuza) и проспекта Домняскэ (Calea Domnească).
Также памятники Владу Цепешу установлены в Бухаресте, в Сигишоаре, в Джурджу, в Плоешть.
В Молдове есть памятник Владу Цепешу в городе Криково.
- Памятник Владу Цепешу в Сигишоаре
- Памятник Владу Цепешу в Джурджу
- Памятник Владу Цепешу в Плоешть перед Музеем Истории
- Памятник Владу Цепешу в Криково на «Аллее Правителей»

## Подражатели
Сомнительность масштабов злодеяний Дракулы не помешала более поздним правителям «перенимать» подобные методы ведения внутренней и внешней политики. Например, когда Джон Типтофт, граф Вустерский, вероятно, наслушавшись об эффективных «дракулических» методах во время дипломатической службы при папском дворе, вместо традиционных сжигания и подвешивания за ребро, стал сажать на кол линкольнширских мятежников в 1470 году, его самого казнили за поступки — как гласил приговор — «противные законам данной страны».